# 두원면
두원면(豆原面)은 대한민국 전라남도 고흥군의 면이다.

## 개요
두원면은 군소재지로부터 북쪽으로 6 km 떨어진 농어촌 지역에 위치하고 있다. 농업과 어업 위주이며 간척지 등 관광명소 산재해 있다.

## 하위 행정 구역
| 법정리 | 한자명 | 행정리                       | 비고 |
| ------ | ------ | ---------------------------- | ---- |
| 학곡리 | 鶴谷里 | 지북, 두곡, 학림, 지남       |      |
| 관덕리 | 觀德里 | 관덕, 예동                   |      |
| 풍류리 | 風流里 | 풍류, 상촌, 월하             |      |
| 대금리 | 大錦里 | 대동, 대덕, 금산, 신흥       |      |
| 용당리 | 龍塘里 | 구룡, 내당                   |      |
| 대전리 | 大田里 | 연강, 대전, 송정             |      |
| 예회리 | 禮會里 | 예회, 상예                   |      |
| 성두리 | 城頭里 | 진목, 차수, 성두             |      |
| 영오리 | 永梧里 | 영동, 오수                   |      |
| 용산리 | 龍山里 | 와룡, 대산, 신월, 금계       |      |
| 신송리 | 新松里 | 서신, 반송, 외신, 동신       |      |
| 용반리 | 龍盤里 | 반산, 금성, 동촌, 지등       |      |
| 운대리 | 雲垈里 | 금오, 중대, 석촌, 상대, 운곡 |      |
| 13개리 |        | 42행정리                     |      |

## 교육
- 두원초등학교